# Александър Иконографов
Александър Александров Икономов, познат още като Александър Иконографов е български режисьор.

## Биография
Роден е в София на 1 април 1897 г. През 1917 г. завършва гимназия в Одеса, след което, през 1921-1922 г., учи театрално изкуство в частната школа на А. Попов, А. Попова и Г. Стоянов. Следва актьорско майсторство в Мюнхен. В Париж завършва актьорство, режисура и сценография при проф. Попедикс от „Комеди франсез“. В периода 1925-1938 г. работи в няколко френски театъра като помощник-режисьор. Дебютира като режисьор през 1940 г. с постановката „Всеки си има мнение“ на Л. Пирандело в Народния театър. През 1941-1942 г. е режисьор в Скопския народен театър. Режисьор е в Пловдивския народен театър, Народен театър и директор режисьор в Пловдивския театър, Плевенския театър. От 1953 до 1955 г. е режисьор в театър „Трудов фронт“. След това работи на свободна практика в по-голямата част от провинциалните театри в България. Почива на 20 февруари 1974 г. в София.

## Постановки
Александър Иконографов поставя на сцена множество постановки, по-значимите са:
- „Доходно място“ на Александър Островски
- „Свекърва“ на Антон Страшимиров
- „Училище за жени“ на Молиер
- „Ромео и Жулиета“ на Уилям Шекспир
- „Хъшове“ на Иван Вазов
- „Кражба“ на Джек Лондон
- „Милионерът“ на Йордан Йовков
- „Царска милост“ на Камен Зидаров[1]